# Fulko II. (Anjou)
Fulko II. (franz.: Foulque, eng.: Fulk; † 11. November 958), genannt der Gute (le Bon), war ein Graf von Anjou aus der Familie des ersten Hauses von Anjou. Er war ein Sohn des Grafen Fulko I. des Roten († 941) und dessen Ehefrau Roscille von Loches.
Fulko war bestrebt, den unter seinem Vater verlorengegangenen Einfluss in der bretonischen Grafschaft Nantes zurückzugewinnen. Dies erreichte er durch seine zweite Ehe (nach 952) mit der zweiten Ehefrau seines Schwagers Alain „Schiefbart“, von deren Bruder Theobald I. von Blois er die Vormundschaft über die Söhne Alains anvertraut bekam, während Theobald selbst die Kontrolle über die Grafschaft Rennes erhielt. 
Beide Grafen waren eng miteinander verbündet und nannten sich anlässlich eines Treffens in Verron gegenseitig „Statthalter und Verwalter des Königreichs Neustrien“ (Gouverneur et administrateur [du] royaume [de Neustrie]) und „Grafen von Gottes Gnaden“ (Comtes par la grâce de Dieu). Doch unter ihren Söhnen sollte eine generationenlange Fehde zwischen den Häusern Anjou und Blois ausbrechen.
Fulko war in erster Ehe um 937 verheiratet mit Gerberge, die möglicherweise der Familie der Vizegrafen von Orléans nahestand (siehe Stammliste der Montmorency). Beider Kinder waren:
- Gottfried I. Graujacke († 21. Juli 987), Nachfolger als Graf von Anjou
- Guido († vor 995), seit 975 Bischof von Le Puy
- Adelheid (Blanche) (* um 947; † 1026)

1. ⚭ Graf Stephan (Étienne) von Gévaudan
2. ⚭ Graf Raimund (V.) von Toulouse
3. ⚭ 982 König Ludwig V. von Frankreich (Trennung 984)
4. ⚭ 984/986 Graf Wilhelm I. von Provence († 993)
5. ⚭ ? Graf Otto Wilhelm von Burgund († 1026)

- Arsinde ⚭ um 975 Wilhelm III. Graf von Toulouse († 1037)

## Zitat
„Wisst, Herr, ein ungebildeter König ist ein gekrönter Esel.“

Graf Fulkos Reaktion auf den heimlichen Spott des Hofes gegen die hohe Bildung König Ludwigs IV., die angeblich nur Klerikern zukomme.